# Boma (langue)
Pour les articles homonymes, voir Boma (homonymie).
Le boma est une langue bantoue parlée par la population boma en République démocratique du Congo. En 2000 le nombre de locuteurs était estimé à 21 000.

## Dialectes
L’Atlas linguistique d’Afrique centrale dénombre les variantes et dialectes suivants du boma (kebóm) :
- kebóm kinku ou kimfumu (au nord)
- kebóm kiyúng (au sud)

## Classification
Le boma est classé parmi le groupe de langue tiene-yanzi, B80 dans la classification de Guthrie des langues bantoues.